# آریان زوکر
آریان زوکر (انگلیسی: Arianne Zucker؛ زادهٔ ۳ ژوئن ۱۹۷۴) یک هنرپیشه اهل ایالات متحده آمریکا است. وی از سال ۱۹۹۸ میلادی تاکنون مشغول فعالیت بوده‌است.
از فیلم‌ها یا مجموعه‌های تلویزیونی که وی در آنها نقش داشته است می‌توان به سی‌اس‌آی: میامی اشاره نمود.